# 塘董线轮渡
塘董线轮渡，为中国上海市黄浦江上的一条对江轮渡航线，航线西起黄浦区外马路737号董家渡轮渡站，东至浦东新区塘桥新路1号塘桥轮渡站。航线下方为轨道交通4号线南浦大桥站至塘桥站间的跨黄浦江区间隧道。
塘董线轮渡始于清康熙年间，由浦西董家渡至浦东塘桥，为义渡性质，后改为收费济渡。民国25年（1936年）3月1日，上海市政府在浦西外马路董家渡街南侧至浦东塘桥路（今塘桥新路）口间新设的市轮渡航线开航，航线转为官办。民国35年（1946年）10月1日，浦西码头北移至公义码头新建的董家渡轮渡码头运营。1953年，塘董线并入上海市轮渡公司。2011年2月1日起，航线投入世博非空调渡轮运营。

## 历史

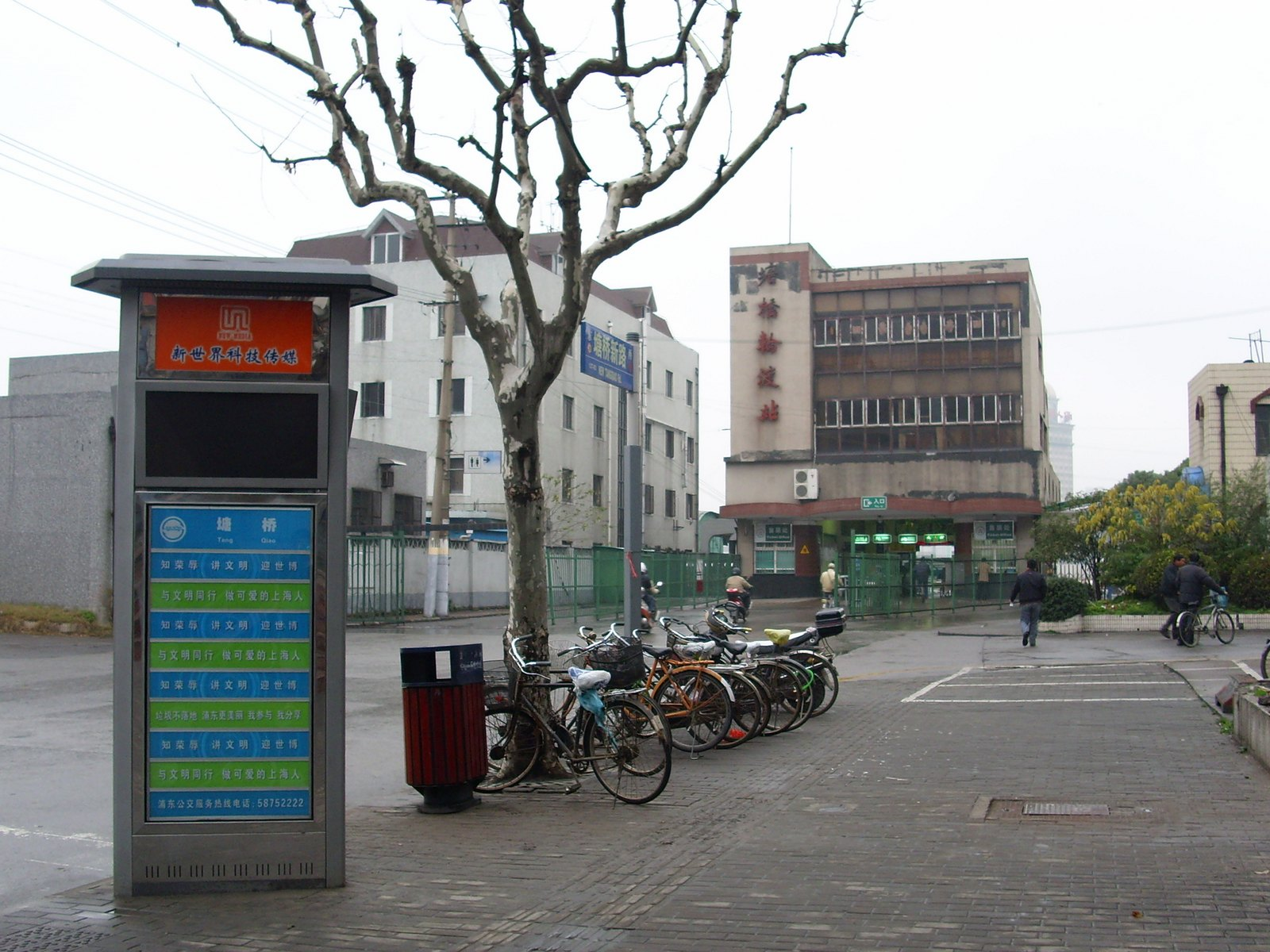
塘桥轮渡站（2007年）

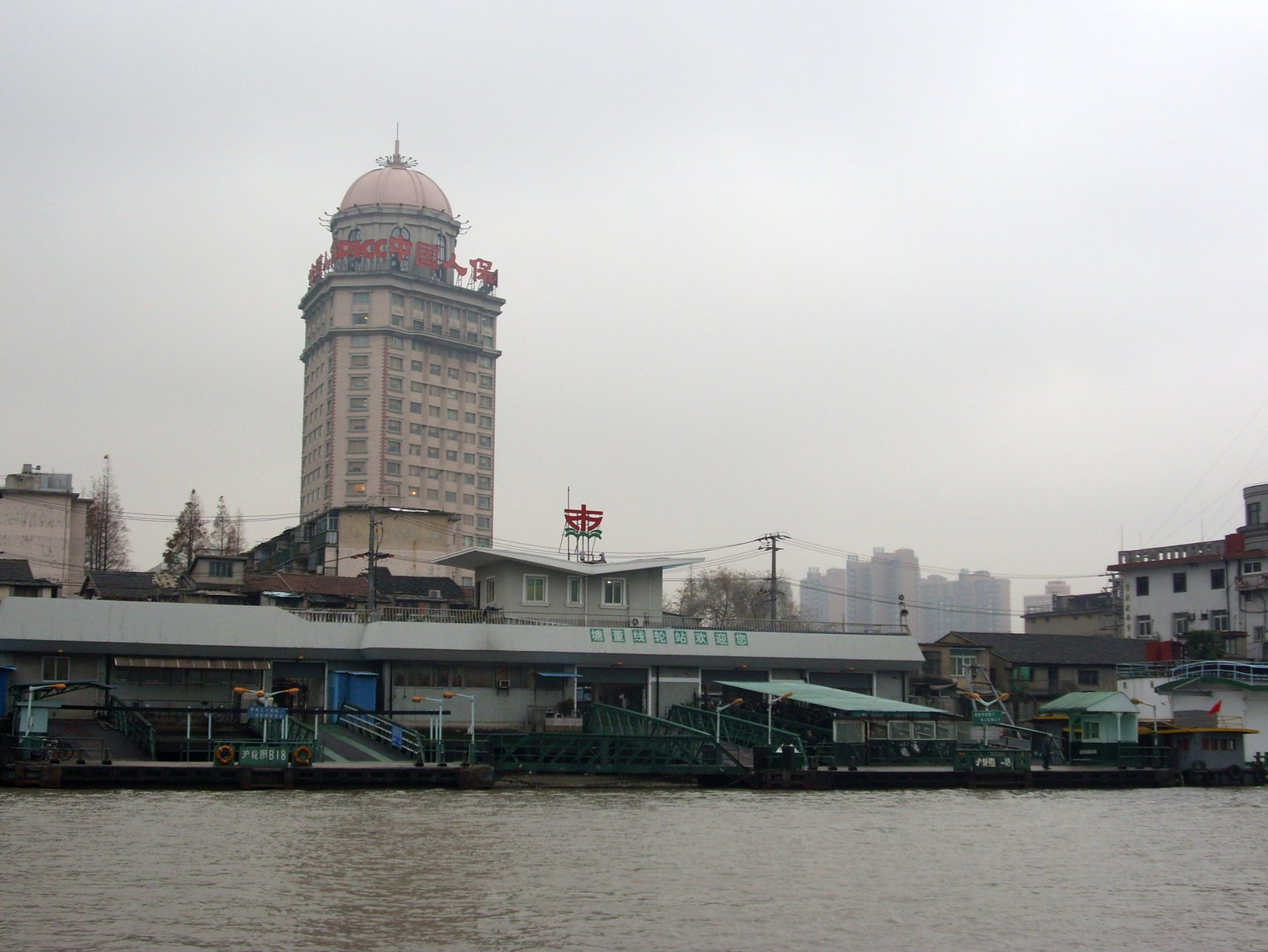
董家渡轮渡站（2007年）

清朝康熙年间，由张、朱、孙、曹姓人士先后捐田设渡，创办自浦西董家渡至浦东塘桥的义渡。其中，浦西董家渡渡口建有候渡房屋，岸边以长石砌筑，同时由官府铺设通向渡口的石路，渡口取名永济渡。后因渡客日趋增长，渡口支出日趋增加，遂改为收费济渡。民国2年（1913年），由浦东塘工善后局在浦东塘桥路口新建木质码头一座，以方便过渡者上下。此时，渡口共有手摇渡船12艘，船工59人，为黄浦江上规模颇大的一个渡口，为上海、南汇、川沙人士的出入要道。
20世纪20年代时，董家渡渡口日渡江客流已达万人左右，且民渡设施简陋，又常超载，危险异常。民国17年（1928年），上海特别市政府公用局拟在此新辟董家渡市轮渡，但因资金等原因，计划搁浅。民国22年（1933年）11月，辟建计划重提，有关部门筹措经费20万元辟建董家渡市轮渡。市轮渡浦西码头设在外马路董家渡街南侧，浦东码头设在塘桥路（今塘桥新路）口，两码头岸线分别长39米、18.25米。同时新建2艘可两端行驶的钢壳柴油渡轮。民国25年（1936年）2月底，航线全部工程完工，同年3月1日开航运营。市轮渡航线开通后，从该渡坐渡轮过江只需6分钟，同时可载汽车过江，大大方便了两岸交通。
1937年，抗日战争爆发，航线停航。同时轮渡设施遭到损毁，码头四散它处。董家渡浮桥置于浦东三井煤栈，浮码头被侵华日军拖至吴淞安东潭。塘桥浮桥被拖至复兴岛大中华船厂江边，浮码头拖至复兴岛，后遭轰炸沉没。
民国34年（1945年），抗日战争胜利，国民政府接收日伪上海市轮渡公司，并收回、打捞并修复轮渡站失散码头、浮桥。因原董家渡码头江滩淤塞，已不适于渡轮运营，且疏浚工程工程量浩大，故放弃原轮渡码头，于原董家渡码头北侧的公义码头处新建董家渡轮渡码头，码头岸线长38公尺，于1946年7月建成，同年10月1日复航。
1949年，上海战役前夕，轮渡停航。至战役后，浦东塘桥码头被中华民国陆军炸沉，且塘董线轮渡为联系浦江两岸的重要通道、浦东菜贩到浦西贩卖蔬菜均取道该渡口过江，一经停航，必影响上海市区的蔬菜副食品供应。因此，1949年6月12日，轮渡航线临时借用中华码头公司的码头复航，同年6月22日，塘桥码头修复，航线恢复原线航行。8月28日，中华民国军机在塘桥轮渡码头上空投弹，当时停泊在码头上的市轮渡21号渡轮遭击中沉没，因船上乘客已离船疏散，所以并未发生重大伤亡。上海市轮渡公司随即又调来船只以维持轮渡运营。
1958年，塘董线轮渡增设非机动车过江业务，该轮渡成为全市非机动车过江的集中点，其中多为运输蔬菜的车辆。之后，轮渡站又经过几次扩建，增大、拓宽码头及浮桥，航线渡轮由原先的500客位增至1000客位，渡船数辆也由2艘增至3艘。
2011年2月1日起，航线投入世博渡轮运营，不设空调，客位由原渡轮的1000客位下降为500客位。

## 航线班次
- 董家渡轮渡站首末班时间：5:30—22:30

| 时间段      | 间隔       | 备注                           |
| ----------- | ---------- | ------------------------------ |
| 5:30—6:30   | 20分钟一班 |                                |
| 6:40—6:50   | 10分钟一班 | 早高峰快班航行，周六、周日除外 |
| 7:00—8:30   | 10分钟一班 | 早高峰快班航行，周六、周日除外 |
| 8:40—16:50  | 10分钟一班 |                                |
| 17:00—18:00 | 10分钟一班 | 晚高峰快班航行，周六、周日除外 |
| 18:10—20:30 | 10分钟一班 |                                |
| 20:50—22:30 | 20分钟一班 |                                |

- 塘桥轮渡站首末班时间：5:40—22:20

| 时间段      | 间隔       | 备注                           |
| ----------- | ---------- | ------------------------------ |
| 5:40—6:20   | 20分钟一班 |                                |
| 6:40—6:50   | 10分钟一班 |                                |
| 7:00—8:30   | 10分钟一班 | 早高峰快班航行，周六、周日除外 |
| 8:40—16:50  | 10分钟一班 |                                |
| 17:00—18:00 | 10分钟一班 | 晚高峰快班航行，周六、周日除外 |
| 18:10—20:40 | 10分钟一班 |                                |
| 21:00—22:20 | 20分钟一班 |                                |

注:逢国定节假日，单船航行。浦西逢单点开船；浦东逢双点开船。

## 公交换乘

### 董家渡轮渡站
| 中山南路董家渡路 | 中山南路董家渡路   | 中山南路董家渡路 | 中山南路董家渡路     | 中山南路董家渡路       |
| 编号             | 路线               | 路线             | 路线                 | 备注                   |
| ---------------- | ------------------ | ---------------- | -------------------- | ---------------------- |
| 55               | 南浦大桥           | ⇆                | 新江湾城(世界路)     | 早晚高峰期间设有大站车 |
| 65               | 南浦大桥           | ⇆                | 北区汽车站(中山北路) |                        |
| 305夜宵线        | 南浦大桥           | ⇆                | 上海火车站(北广场)   | 65路夜宵车             |
| 324夜宵线        | 上海火车站(南广场) | ⇆                | 南浦大桥             | 64路夜宵车             |
| 576              | 芦恒路枢纽站       | ⇆                | 曲阳路玉田路         | 经由南浦大桥过黄浦江   |
| 736              | 老西门             | ⇆                | 罗山新村             | 经由南浦大桥过黄浦江   |

### 塘桥轮渡站
| 塘桥新路枢纽站 | 塘桥新路枢纽站 | 塘桥新路枢纽站 | 塘桥新路枢纽站     | 塘桥新路枢纽站 |
| 编号           | 路线           | 路线           | 路线               | 备注           |
| -------------- | -------------- | -------------- | ------------------ | -------------- |
| 1019           | 塘桥新路枢纽站 | ↺              | 塘桥新路枢纽站     |                |
| 浦东89路       | 塘桥新路枢纽站 | ↺              | 塘桥新路枢纽站     | 原1011路       |
| 浦卫线         | 石化汽车站     | ⇆              | 塘桥新路公交枢纽站 |                |